# Henry Clay

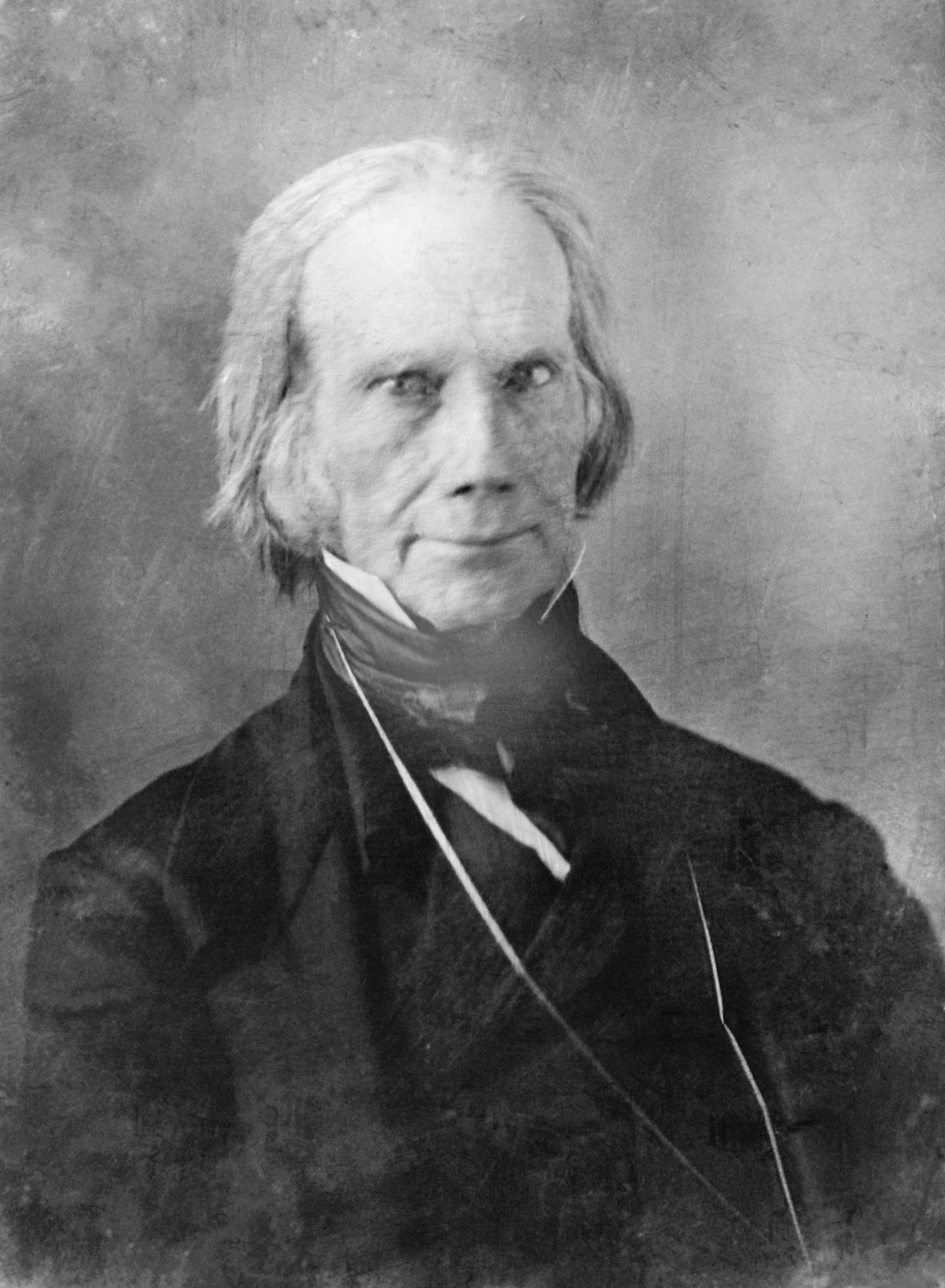
Henry Clay

Henry Clay, Sr. (12 tháng 4 năm 1777 – 29 tháng 6 năm 1852) là một chính trị gia và tay biện thuyết nổi tiếng của Hoa Kỳ trong thế kỷ 19. Ông giữ chức Ngoại trưởng Hoa Kỳ từ năm 1829 đến năm 1852. Ông được cho là tay thương thuyết và hòa giải trứ danh, đem lại thế quân bình giữa các thế lực chính trị trong giai đoạn ban đầu của Chính phủ Hoa Kỳ. Ông sáng lập ra Đảng Whig và là người tiên phong phát huy hiện đại hóa kinh tế, bảo vệ kỹ nghệ địa phương không bị chi phối bởi áp lực nước ngoài, thành lập ngân hàng quốc gia, khai thác và phát triển hệ thống lưu thông trên kinh rạch, hải cảng và đường xe lửa.
Ông là một trong những người chủ chiến (tiếng Anh: war hawk – diều hâu chiến tranh) trong Chiến tranh năm 1812. Henry Clay còn có mệnh danh Sao sáng miền Tây và Henry miền tây.
Tuy ông tranh cử tổng thống nhiều lần và đều thất bại, Henry là người có ảnh hưởng quan trọng trong thời kỳ Hệ thống Đảng thứ nhì. Ông ủng hộ chính sách cải tiến kinh tế Hoa Kỳ, và thành công trong các cuộc hòa giải thương lượng về nô lệ. Henry Clay, Daniel Webster và John C. Calhoun được gọi là bộ ba bất tử của lịch sử Hoa Kỳ trong giai đoạn đầu của nước này.
Abraham Lincoln cũng là người từ Kentucky và rất hâm mộ Henry Clay khi ông bắt đầu tham gia chính trị tại Illinois.
Năm 1957, tổng thống John F. Kennedy lập ủy ban nghị viện vinh danh Henry Clay là một trong 5 nghị sĩ xuất sắc nhất của Hoa Kỳ.